# حبيل المحماضة

تعديل مصدري - تعديل

حبيل المحماضه هي إحدى قرى عزلة جعار بمديرية خنفر التابعة لمحافظة أبين، بلغ تعداد سكانها 46 نسمة حسب تعداد اليمن لعام 2004.